# Chimarrhis barbata
Chimarrhis barbata är en måreväxtart som först beskrevs av Adolpho Ducke, och fick sitt nu gällande namn av Cornelis Eliza Bertus Bremekamp. Chimarrhis barbata ingår i släktet Chimarrhis och familjen måreväxter. Inga underarter finns listade i Catalogue of Life.